# Simrisstenen 2
Simrisstenen 2, (DR 345), är en runsten av sandsten som står vid Simris kyrka i byn Simris, Simrishamns kommun. Bredvid den står Simrisstenen 1. 
Translitterering av runraden:
× sigrif¶r : let · resa · sten : þensa : aiftiʀ · furkun : if--r · faþur : osulfs : triks : knus ¶ · hilbi : kuþ : on : hans
Normalisering till rundanska:
Sigrefʀ let resa sten þænsa æftiʀ Forkun if--r,/æf[ti]ʀ faþur Asulfs, drængs Knuts(?)/Gnys(?). Hialpi Guþ ond hans.
Översättning till nusvenska:
Sigrev lät resa denna sten efter Forkunn .. Åsulfs fader, Knuts dräng. Gud hjälpe hans ande.